# Богородченко Іван Костянтинович
Іван Костянтинович Богородченко (1912, місто Полтава — ?) — радянський діяч, секретар Тернопільського і Чернівецького обласних комітетів КП(б)У, 1-й заступник та в.о. голови Чернівецького облвиконкому, голова Чернівецького обласного комітету народного контролю.

## Біографія
Освіта вища. Член ВКП(б) з 1931 року.
До лютого 1941 року — 2-й секретар Городищенського (Ворошиловського) районного комітету КП(б)У Ворошиловградської області.
З лютого 1941 року — 1-й секретар Євсузького районного комітету КП(б)У Ворошиловградської області.
З червня по липень 1944 року — завідувач організаційно-інструкторського відділу Ворошиловградського обласного комітету КП(б)У.
У липні 1944 — листопаді 1948 року — завідувач організаційно-інструкторського відділу Львівського обласного комітету КП(б)У. У грудні 1948 — листопаді 1949 року — завідувач відділу партійних, профспілкових і комсомольських органів Львівського обласного комітету КП(б)У.
У листопаді (затв.) 1949 — вересні 1952 року — секретар Тернопільського обласного комітету КП(б)У з питань пропаганди і агітації.
З 1953 року — на партійній роботі в Чернівецькій області.
До березня 1957 року — завідувач відділу партійних органів Чернівецького обласного комітету КПУ.
27 березня 1957 — 1962 року — 1-й заступник голови виконавчого комітету Чернівецької обласної ради депутатів трудящих. З 8 серпня до вересня 1960 року — в.о. голови виконавчого комітету Чернівецької обласної ради депутатів трудящих.
25 січня 1963 — лютий 1966 роках — секретар Чернівецького обласного комітету КПУ — голова обласного комітету партійно-державного контролю Чернівецького обласного комітету КПУ та виконавчого комітету Чернівецької обласної ради депутатів трудящих. Одночасно, з 23 березня 1963 до 1966 року — заступник голови виконавчого комітету Чернівецької обласної ради депутатів трудящих.
У січні 1966 — після 1977 року — голова Чернівецького обласного комітету народного контролю.
Потім — на пенсії.

## Нагороди та відзнаки
- орден Трудового Червоного Прапора (26.02.1958)
- орден Вітчизняної війни ІІ ст. (23.12.1985)
- медаль «За трудову доблесть» (23.01.1948)
- медалі